# Inge Meyer-Dietrich
Inge Meyer-Dietrich (* 27. Dezember 1944 in Dahle, jetzt Altena) ist eine deutsche Schriftstellerin.

## Leben
Ihre Kindheit verbrachte Inge Meyer-Dietrich in Bochum. Nach dem Abschluss der Mittleren Reife durchlief sie in Bonn eine Ausbildung als Krankenschwester. Auf dem Münchenkolleg holte sie ihr Abitur nach und studierte anschließend Soziologie, Germanistik sowie empirische Kulturwissenschaften in München und Tübingen.
Seit 1986 lebt sie als freie Autorin in Gelsenkirchen und schreibt Bücher für Kinder, Jugendliche und Erwachsene. Sie ist verheiratet und hat drei Kinder.

## Auszeichnungen
- 1984 1. Preis beim Wettbewerb Kinderliteratur in NRW für die Erzählung Karfunkel
- 1989 Auswahlliste Deutscher Jugendliteraturpreis
- 1989 Hans-im-Glück-Preis für Plascha oder: Von kleinen Leuten und großen Träumen
- 1989 Gustav-Heinemann-Friedenspreis
- 1989 La vache qui lit (Zürcher Kinderbuchpreis) für Plascha
- 1989 Österreichischer Staatspreis für Kinder- und Jugendliteratur für Plascha
- 1991 Literaturpreis Ruhrgebiet (Förderpreis für Kindergedichte)
- 1995 Literaturpreis Ruhrgebiet für das Gesamtwerk
- 1995 Auswahlliste La vache qui lit (Zürcher Kinderbuchpreis) für Ich will ihn, ich will ihn nicht
- 1996 Auswahlliste La vache qui lit (Zürcher Kinderbuchpreis) für Flieg zu den Sternen
- 1998 Auswahlliste La vache qui lit (Zürcher Kinderbuchpreis) für Warum, Leon?
- 2000 Bestenliste von Radio Bremen und Radio Saarbrücken für Warum, Leon?
- 2000 Ehrenliste Österreichischer Kinder- und Jugendbuchpreis für Ein Kuss von Karfunkel
- 2003 Bestenliste von Radio Bremen und Radio Saarbrücken für He, Kleiner!
- 2011 LesePeter der Arbeitsgemeinschaft Jugendliteratur und Medien (AJuM) der Gewerkschaft Erziehung und Wissenschaft für Die Hüter des Schwarzen Goldes (zusammen mit Anja Kiel)
- 2014 2. Platz Jugendkulturpreis NRW für das Romanprojekt mit 64 beteiligten Jugendlichen und mehreren Kooperationspartnern für Am Fluss entlang schreiben
- 2018 1. Platz beim 7. Geschichtswettbewerb des Forums Geschichtskultur an Ruhr und Emscher e. V. in der Kategorie Literatur für Leben und Träume der Mimi H. und Eisengarn
- 2018 Friedrich-Bödecker-Preis für besondere Leistungen auf dem Gebiet der Kinder- und Jugendliteratur. Besonders erwähnt wurden die Bücher  Plascha, Und das nennt ihr Mut und He, Kleiner

## Werke
- Mein blauer Ballon, 1986
- Plascha: Von kleinen Leuten und großen Träumen, 1988
  - Neuauflage im Henselowsky Boschmann Verlag, 2009. ISBN 978-3-922750-94-9
  - Neuauflage im Klartext Verlag, Essen 2020. ISBN 978-3-8375-2350-8
- Rote Kirschen, 1990
- Das Nashorn geht ganz leise, 1992
- ... und spuckt hinterher, 1993
- Ich will ihn, ich will ihn nicht, 1995
- Morgens, wenn der Wecker kräht, 1995
- Flieg zu den Sternen, 1996
- Wenn Fuega Feuer spuckt, 1996
- Christina: Freunde gibt es überall, 1997
- Der Sommer steht kopf, 1997
- Und das nennt ihr Mut?, 1997
- Tina und der Glückskäfer, 1998
- Immer das Blaue vom Himmel, 1999
- Ein Kuss von Karfunkel, 1999
- Warum, Leon?, 2000, 2008
- He, Kleiner!, 2003
- Traumgeschichten, 2004
- Genug geschluckt, 2004
- Bruch-Stücke, Frauengeschichten, 2006
- Schulfreundegeschichten, 2006
- Der kleine Drache will nicht zur Schule, 2007
- Karfunkelkuss, 2007
- Der kleine Drache und der Monsterhund, 2007
- Das neue rabenstarke Lesebilderbuch, 2008
- Bin noch unterwegs, 2008
- Die Hüter des Schwarzen Goldes (zusammen mit Anja Kiel) Henselowsky Boschmann Verlag, Bottrop 2010. ISBN 978-3-942094-07-8
- Der kleine Drache und seine Freunde, 2012
- Geheimsache Daddy, 2012
- Der klitzekleine Weihnachtsbaum, 2013
- Ein Stern für Finja, 2015 (zusammen mit Anja Kiel)
- Meral und Jana, Ravensburger Buchverlag, 2016. ISBN 978-3-473-36478-7
  - Neuauflage mit der Silbenmethode,  Mildenberger Verlag 2017. ISBN 978-3-473-38577-5
- Leben und Träume der Mimi H. Henselowsky Boschmann Verlag, Bottrop 2016. ISBN 978-3-942094-61-0
- Eisengarn Henselowsky Boschmann Verlag, Bottrop 2017. ISBN 978-3-942094-70-2
- Zukunft, Vergessen in Ruhrgebietchen – was deine Kinder an dir lieben und was nicht. Henselowsky Boschmann Verlag, Bottrop 2018. ISBN 978-3-942094-80-1